# Новопері
Новопе́рі (Neopterygii) — підклас променеперих риб. Предок новоперих пройшов через досить незначні зміни у порівнянні з першими променеперими. Новопері з'явилися протягом пізнього Пермського періоду, незадовго до початку ери динозаврів. Новопері — дуже успішна група риб, тому що вони можуть рухатися швидше, ніж їхні предки. Їхні луски і скелети полегшилися протягом еволюції, а щелепи стали сильнішими і ефективнішими.

## Класифікація
- Інфраклас Кісткові ганоїди (Holostei)
  -     - Ряд Панцирникоподібні (Lepisosteiformes)
    - Ряд Амієподібні (Amiiformes)
- Інфраклас Костисті риби (Teleostei)
  - Надряд Араваноїдні (Osteoglossomorpha)
    - Ряд Араваноподібні (Osteoglossiformes)
    - Ряд Хіодоноподібні (Hiodontiformes)

  - Надряд Елопоїдні (Elopomorpha)
    - Ряд Елопоподібні (Elopiformes)
    - Ряд Альбулеподібні (Albuliformes)
    - Ряд Спиношипоподібні (Notacanthiformes)
    - Ряд Вугроподібні (Anguilliformes)
    - Ряд Мішкоротоподібні (Saccopharyngiformes)

  - Надряд Оселедцеві (Clupeomorpha)
    - Ряд Оселедцеподібні (Clupeiformes)

  - Надряд Остаріофізи (Ostariophysi)
    - Ряд Гоноринхоподібні (Gonorynchiformes)
    - Ряд Коропоподібні (Cypriniformes)
    - Ряд Харациноподібні (Characiformes)
    - Ряд Гімнотоподібні (Gymnotiformes)
    - Ряд Сомоподібні (Siluriformes)

  - Надряд Протакантопері (Protacanthopterygii)
    - Ряд Аргентиноподібні (Argentiniformes)
    - Ряд Лососеподібні (Salmoniformes)
    - Ряд Щукоподібні (Esociformes)
    - Ряд Корюшкоподібні (Osmeriformes)

  - Надряд Стенопері (Stenopterygii)
    - Ряд Ателеоподоподібні (Ateleopodiformes)
    - Ряд Голкоротоподібні (Stomiiformes)

  - Надряд Циклоскамати (Cyclosquamata)
    - Ряд Авлопоподібні (Aulopiformes)

  - Надряд Скопеломорфи (Scopelomorpha)
    - Ряд Міктофоподібні (Myctophiformes)

  - Надряд Лампридоморфи (Lampridiomorpha)
    - Ряд Лампридоподібні (Lampriformes)

  - Надряд Поліміксоморфи (Polymyxiomorpha)
    - Ряд Поліміксоподібні (Polymixiiformes)

  - Надряд Паракантопері (Paracanthopterygii)
    - Ряд Перкопсоподібні (Percopsiformes)
    - Ряд Жабоподібні риби (Batrachoidiformes)
    - Ряд Вудильникоподібні (Lophiiformes)
    - Ряд Тріскоподібні (Gadiformes)
    - Ряд Ошибнеподібні (Ophidiiformes)

  - Надряд Акантопері (Acanthopterygii)
    - Ряд Атериноподібні (Atheriniformes)
    - Ряд Сарганоподібні (Beloniformes)
    - Ряд Китовидкоподібні (Cetomimiformes)
    - Ряд Коропозубоподібні (Cyprinodontiformes)
    - Ряд Стефанобериксоподібні (Stephanoberyciformes)
    - Ряд Беріксоподібні (Beryciformes)
    - Ряд Зевсоподібні (Zeiformes)
    - Ряд Присоскопероподібні (Gobiesociformes)
    - Ряд Колючкоподібні (Gasterosteiformes)
    - Ряд Іглицеподібні (Syngnathiformes)
    - Ряд Злитнозяброподібні (Synbranchiformes)
    - Ряд Скелезубоподібні (Tetraodontiformes)
    - Ряд Камбалоподібні (Pleuronectiformes)
    - Ряд Скорпеноподібні (Scorpaeniformes)
    - Ряд Окунеподібні (Perciformes)
      - Підряд Кефалевидні (Mugiloidei) — часто характеризується як окремий ряд Кефалеподібні (Mugiliformes)
- Таксони incertae sedis
  - Рід †Ducanichthys
  - Рід †Marcopoloichthys
  - Родина †Venusichthyidae
  - Ряд †Aspidorhynchiformes
  - Ряд †Louwoichthyiformes
  - Ряд †Macrosemiiformes
  - Ряд †Peltopleuriformes
  - Ряд †Pycnodontiformes
  - Ряд †Scanilepiformes
  - Клада †Halecostomi